# 福岡俘虜収容所第24分所
福岡捕虜収容所（ふくおかほりょしゅうようじょ、旧字体：福岡俘虜収容所、英語：Prisoner of War　Camp Fukuoka〈略：POW〉）第24分所 (POW Fukuoka 24B – Emukae、正式には、「俘虜」の用語が用いられるが、一般的な「捕虜」で表記する。地名の「潜竜」は、「潜龍」とも表記される。英語表記では、一般的には「Senryu」だが「Sendyu」と表記されることもある。詳細は捕虜、捕虜収容所、戦犯、泰緬鉄道を参照。）は太平洋戦争中、長崎県北松浦郡江迎町（現　佐世保市江迎町）にあった長崎県では最も北に位置する収容所。
1945年1月15日、福岡俘虜収容所の第24分所として、江迎町田ノ元の潜龍炭鉱に開設された 。
太平洋戦争中、日本国内にはたくさんの捕虜収容所があり、そのうち、長崎県には4つの捕虜収容所があった。ただし、その開設年月日、開設期間、収容人数などはそれぞれ異なる。
捕虜の仕事は、炭鉱での石炭採掘が主たるものだった。

## 概要
福岡捕虜収容所第24分所の使役企業は住友鉱業潜龍鉱業所であった。佐世保市と平戸市のちょうど中間地点にあたり、現在、この跡地は佐世保市 江迎町になっている。近くを国道204号線が通っている。また、松浦鉄道（MR鉄道）潜竜ヶ滝駅がある。
捕虜の収容人数は、終戦時267人（イギリス117、オーストラリア114、アメリカ35、オランダ1）だった。収容中の死者数は、20人（イギリス17，オーストラリア3）であった。捕虜の監視・監督に携わった日本軍には戦犯はいなかった。
終戦後、1945年9月14日、捕虜は近くにある潜竜駅（現　潜竜ヶ滝駅）から列車に乗って佐世保経由、大村・諫早を通って長崎・長崎港駅まで行き、救援のために長崎へ来ていた病院船やその他の船（空母や戦艦）に乗って帰国した。
捕虜収容所は閉鎖されたが、石炭採掘は戦後も継続された。しかし、採炭量の減少、国内のエネルギー需要の変化、経済環境の変化などに伴い、1967年（昭和42年）に閉山となった。
現在、潜竜炭鉱跡地には石碑が建立されている。また、捕虜収容所があった場所には慰霊プレートが設置されている。

## 捕虜について
POW研究会の笹本妙子によるレポート「福岡第24分所（江迎・潜龍炭鉱）」には次のように記載されている。
阿波丸は、1944年12月26日、ヒ84船団としてシンガポール（昭南）を出航。1945年1月13日に門司に到着した。周囲は寒風と雪に覆われていた。捕虜は、船上で女性看護師によって各自肛門にガラス棒を挿入されコレラ罹患の有無を検査されたあと毛布一枚を渡され上陸した。
列車に乗って潜竜駅まで移動、収容所へ到着した。その後、体調の悪かったオーストラリア兵3名が死去した。
1945年2月27日に台湾の基隆を出港した「大光丸」に乗って135人（イギリス 134，アメリカ 1）が、3月9日に門司に入港した。彼らは、台湾では亜鉛鉱山（金瓜石鉱山）で働いていていた。非常に劣悪な環境で生活していたため収容所に到着後17人が死去した。

## 著名な関係者

### 多岐川恭
多岐川恭 (たきがわ きょう、本名：松尾 舜吉、1920年1月7日 - 1994年12月31日)　はこの捕虜収容所で日本軍兵士として通訳を務めた。戦後、小説家となり、たくさんの作品を残した。戦争中の体験を『兵隊・青春・女』(1962年)という作品に残している。赤十字から提供されたガーゼでマスクをつくり捕虜に付けさせたことや収容所で開催された演奏会などについて書いている。『異郷の帆』(1990年)にはこのときの通訳の体験が生かされているという。

### ニール・マクファーソン（Neil MacPherson）
ニール・マクファーソン（Neil MacPherson　1922年5月14日-2019年3月30日）は、オーストラリアの兵隊であり捕虜であった。恐怖、死、疫病、不清潔な環境、そして虐待などを体験した泰緬鉄道を生き延びて日本へ連れてこられた。それに比べれば、福岡24分所のコンディションは快適で暖かい宿舎、風通しのよい部屋など、五つ星だったと手記に残した。
終戦後、1945年9月14日、この収容所を去り、列車で長崎へ。長崎港駅に到着。翌15日、アメリカのシェナンゴ(護衛空母)で長崎港を出港して沖縄へ。そこから9月19日、アメリカ軍機でマニラに飛び、ここに2週間ほど滞在した後、10月4日、イギリスのフォーミダブル(空母)に乗船してシドニーへ移動した。10月13日にシドニーへ到着。

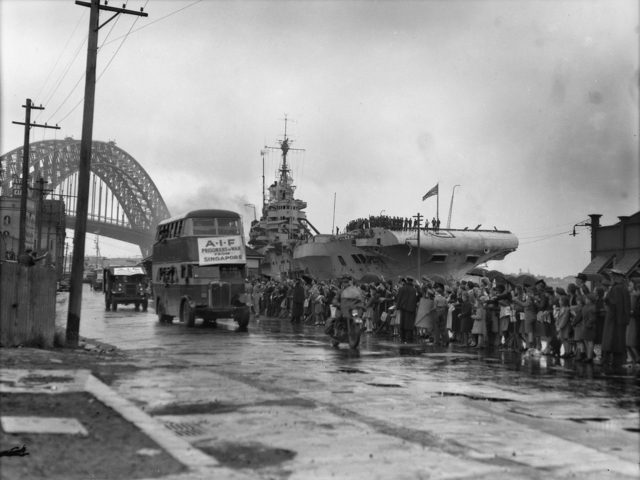
マニラからシドニーへオーストラリア捕虜を乗せて帰還した空母 フォーミダブル。もと捕虜が港（埠頭　サーキュラー・キー）に着岸した空母から下船してバスで移動するところ。出迎えに来ていた友人や親類が歓迎の手を振る。背景にシドニー・ハーバー・ブリッジと空母 フォーミダブルが見える。

10月21日に我が家に帰った。この日は、母親の45歳の誕生日だった。
マックファーソンは、自らの戦争体験を2008年、捕虜仲間の Tony Carter と共著で『The Burma Railways, Hellships & Coalmines』（泰緬鉄道と地獄船と炭鉱）という本をオーストラリアで出版した。また、仕事のかたわら泰緬鉄道についてオーストラリアの子どもたちに伝える活動も行った。1997年から、オーストラリア国内の高校生を泰緬鉄道の研修旅行に招待する「Quiet Lion Tour」というプロジェクトを続けていた。2009年には、泰緬鉄道記念協会（the Burma Thailand Railway Memorial Association）の設立や捕虜体験の継承に貢献した功績が認められ、オーストラリア政府よりOAM（オーストラリア名誉勲章)を授与されたが、2019年3月30日に死去。享年96歳。

## 日本人職員
収容所長は、初代が林優一中尉（はやし ゆういち、1945.1～3）、２代目が山口平十少佐（やまぐち へいじゅう、1945.4～9）。軍医は星子元胤少尉（ほしこ もとたね、1945.1～）と福井櫂夫少尉（ふくい すりお、1945.7～9）。 
ほかは日本側の通訳担当兵士として上述の多岐川、潜竜炭鉱所長は、桑原千秋（くわはら ちあき、のち重役）であった。

## 捕虜の労働
捕虜は住友鉱業潜龍炭鉱で使役された。潜龍炭鉱は、昭和3年、住友鉱業が旧潜龍鉱、旧吉井鉱を買収して始められた。昭和11年から本格的に出炭を開始した。ここから採掘された石炭は製鉄に欠かせない強粘結炭だった。
太平洋戦争中は石炭の増産が強調され、従業員も増加して、昭和18年には年産34万トンの年間最高出炭量を記録、従業員も1700人を越えていた。しかし、炭鉱夫が兵隊として徴兵され、採炭量が激減した。捕虜はその補充労働力として駆り出された。1日3交替（6:00～14:00／14:00～22:00／22:00～6:00）、原則8時間労働で昼食時間は1時間、休日は10日に1回となっていた。下士官は30銭、兵隊は10銭の日給が支給された。小さなケガでも捕虜側の軍医に連絡するとともに万全の治療を怠らなかった。しかし、ニール・マクファーソンによれば、実際には1日12時間も働くことがあり、休日は2週間に1回だったという。
捕虜たちは地下約30ｍの坑内にトロッコで入り、ピッケルやシャベルで石炭を掘る作業に従事した。石炭層の高さは1ｍほどしかなく、中腰で採掘を行った。 虚弱で炭鉱労働に適さない者は、畑仕事や機械の操縦などに従事した。捕虜と住民の間に奇妙な友情も芽ばえた。

## 終戦、解放
1945年8月11日（土）外部からアコーディオンが持ち込まれ、収容所内で捕虜が歌うなどの合唱会が催された。
収容所長が捕虜たちに対して正式に終戦を告げたのは8月16日であった。8月23日には、潜龍炭鉱敷地内で捕虜の集合写真が撮影された。オーストラリアの捕虜（MからZ）の写真、最上段左側から二人目がマックファーソン。
8月28日、アメリカ軍機から初めて救援物資が様々な色の落下傘につるされて投下された。29日には、再び、コンサートが催された。9月2日、収容所が捕虜側に明け渡され、捕虜たちが管理の実権を握った。9月8日、2度目の救援物資が投下された。このとき、上空のB-29から撮影された収容所の写真が記録されている。1945年9月14日、捕虜たちは大勢の群衆に見送られながら、潜龍炭鉱を去った。松浦線では見たこともない特別仕立ての立派な二等車で長崎へ向かった。イギリス兵はユニオンジャックを先頭に“ゴッド・セブ・ザ・キング” を歌いながら整然と、アメリカ兵はスクラムを組みながらにぎやかに門をとび出した。

## 戦後／元捕虜の再訪
2002年4月、オーストラリア兵元捕虜ニール・マクファーソンとオーエン・ヘロン(Owen Heron)がそれぞれの子息を伴って来日した。江迎町主催で盛大な歓迎会が催された。このとき、死亡した捕虜の遺骨が仮安置されていた墓地跡に桜の苗木が記念植樹された。2年後の2004年4月、マクファーソンは、今度は別の収容所にいた元捕虜ジャック・ブーン(Jack Boon)、ジャック・シモンズ(Jack Simmonds)とそれぞれの家族を伴って再び来日した。そして、江迎町を再度訪問した。上越日豪協会会長で POW 研究会メンバーでもある石塚正一が寄贈した銘板を収容所跡近くに設置して、その除幕式が行われた。

## 周辺
- 潜竜ヶ滝駅
- 国道204号
- 潜竜聖母幼稚園
- 潜竜ヶ滝（平戸八景）
- 潜龍炭鉱之跡
- 福岡俘虜収容所 第24分所跡　慰霊プレート設置場所（岩下地区公民館駐車場の一角に設置されている。空調機、標識のあるところ。）
- 潜竜教会
- 福井川橋梁
- ニッチツ江迎工場（日窒鉱業江迎炭鉱跡などに開設された）
- 福井洞窟ミュージアム
- 世知原炭鉱資料館（旧松浦炭鉱事務所）
- 潜龍酒造